# Candida glabrata
Candida glabrata és una espècie de llevat haploide, abans coneguda com a Torulopsis glabrata. Aquesta espècie de llevat no és dimòrfica i no s'ha observat activitat d'aparellament. Fins fa poc, es pensava que C. glabrata era un organisme no patogènic. De totes maneres, amb la població creixent d'individus immunodeficients, s'ha vist que C. glabrata presenta tendència a ser un patogen oportunista del tracte urogenital i del torrent sanguini.